# Contea di Westmorland
La contea di Westmorland è una contea del Nuovo Brunswick, Canada di 144.158 abitanti, che ha come capoluogo Dorchester.

## Suddivisioni
- City
  - Moncton
  - Dieppe
- Town
  - Shédiac
  - Sackville
- Villaggi
  - Memramcook
  - Cap-Pelé
  - Salisbury
  - Petitcodiac
  - Dorchester
  - Port Elgin
- Comunità rurali
  - Beaubassin Est
- DSL
  - Baie-Verte
  - Bayfield
  - Botsford
  - Cap-de-Shédiac
  - Cap-Tourmentin
  - Chemin Scoudouc
  - Parrocchia di Dorchester
  - Grand-Brûlis-du-Lac
  - Havelock
  - Parrocchia di Moncton
  - Murray Corner
  - Pont-à-Buot (o Point de Bute)
  - Pointe-du-Chêne
  - Pont-de-Shédiac–Rivière-Shédiac
  - Parrocchia di Sackville
  - Parrocchia di Salisbury
  - Scoudouc
  - Parrocchia di Shédiac
  - Westmorland
- Riserve indiane
  - Fort Folly 1